# Sorbolo Mezzani
Sorbolo Mezzani är en kommun i provinsen Parma i regionen Emilia-Romagna i Italien. Kommunen hade 12 753 invånare (2019).
Kommunen bildades den 1 januari 2019 genom en sammanslagning av de tidigare kommunerna Mezzani och Sorbolo.